# Tour de l’Ain
Tour de l’Ain – wieloetapowy wyścig kolarski, rozgrywany co roku w sierpniu, we wschodniej Francji (przede wszystkim w departamencie Ain). Od 2005 należy do cyklu UCI Europe Tour i posiada kategorię 2.1. Jego początki sięgają 1984 i wyścigu Prix de l'Amitié, który był jego bezpośrednim poprzednikiem.
Pod nazwą Tour de l’Ain po raz pierwszy zorganizowano go w 1989. Pierwsze cztery edycje odbywały się jako zawody dla amatorów. W 1993 dopuszczono do startu zawodowców. W 1999 organizację wyścigu przejęła Cyclisme Organisation. W następnych latach impreza zyskiwała na znaczeniu, by w 2005 otrzymać kategorię 2.1 w cyklu UCI Europe Tour.
Wyścig składa się zazwyczaj z pięciu etapów. Jednym z nich zawsze jest jazda na czas – najczęściej indywidualna, a w 2012 – drużynowa.

## Zestawienie medalistów
| Rok  | Pierwsze                   | Drugie             | Trzecie                |
| ---- | -------------------------- | ------------------ | ---------------------- |
| 1989 | Serge Pires-Leal           |                    |                        |
| 1990 | Denis Moretti              | Patrick Vallet     | Andrzej Sypytkowski    |
| 1991 | Éric Drubay                |                    |                        |
| 1992 | Denis Leproux              | Jean-Luc Jonrond   | Thomas Bay             |
| 1993 | Emmanuel Magnien           | Pascal Hervé       | Marc Thévenin          |
| 1994 | Lylian Lebreton            | Gilles Delion      | Jean-Christophe Currit |
| 1995 | Emmanuel Hubert            | Christophe Moreau  | Christophe Agnolutto   |
| 1996 | David Delrieu              | Jean-Luc Masdupuy  | Christophe Rinero      |
| 1997 | Bobby Julich               | Fabrice Gougot     | Yvon Ledanois          |
| 1998 | Cristian Gasperoni         | Alessio Galletti   | Vincent Cali           |
| 1999 | Grzegorz Gwiazdowski       | Christopher Jenner | Maurizio De Pasquale   |
| 2000 | Siergiej Jakowlew          | Thierry Loder      | Christopher Jenner     |
| 2001 | Iwajło Gabrowski           | David Delrieu      | Christophe Oriol       |
| 2002 | Christophe Oriol           | Richard Virenque   | Ludovic Turpin         |
| 2003 | Axel Merckx                | Samuel Dumoulin    | Jérôme Pineau          |
| 2004 | Jérôme Pineau              | Leif Hoste         | Jurgen Van Goolen      |
| 2005 | Carl Naibo                 | Ludovic Turpin     | Samuel Plouhinec       |
| 2006 | Cyril Dessel               | Noan Lelarge       | Xavier Florencio       |
| 2007 | John Gadret                | Ludovic Turpin     | Bauke Mollema          |
| 2008 | Linus Gerdemann            | David Moncoutié    | Stéphane Goubert       |
| 2009 | Rein Taaramäe              | Chris Horner       | David Moncoutié        |
| 2010 | Haimar Zubeldia            | Wout Poels         | David Moncoutié        |
| 2011 | David Moncoutié            | Wout Poels         | Leopold König          |
| 2012 | Andrew Talansky            | Sergio Pardilla    | Daniel Navarro         |
| 2013 | Romain Bardet              | Luis León Sánchez  | John Gadret            |
| 2014 | Bert-Jan Lindeman          | Romain Bardet      | Daniel Martin          |
| 2015 | Alexandre Geniez           | Florian Vachon     | Pierre Latour          |
| 2016 | Sam Oomen                  | Bart De Clercq     | Pierre Latour          |
| 2017 | Thibaut Pinot              | David Gaudu        | Alexandre Geniez       |
| 2018 | Arthur Vichot              | Nicolas Edet       | Rein Taaramäe          |
| 2019 | Thibaut Pinot              | Mathias Frank      | Rein Taaramäe          |
| 2020 | Primož Roglič              | Egan Bernal        | Nairo Quintana         |
| 2021 | Michael Storer             | Harm Vanhoucke     | Matteo Badilatti       |
| 2022 | Guillaume Martin           | Mattias Skjelmose  | Rudy Molard            |
| 2023 | Michael Storer             | Kenny Elissonde    | Nicolas Prodhomme      |
| 2024 | Jefferson Alexander Cepeda | Rémi Capron        | Stefano Oldani         |
| 2025 |                            |                    |                        |